# Catharodesmus postillonus
Catharodesmus postillonus är en mångfotingart som beskrevs av Carl Graf Attems 1931. Catharodesmus postillonus ingår i släktet Catharodesmus och familjen Chelodesmidae. Inga underarter finns listade i Catalogue of Life.